# قوة سيبيريا

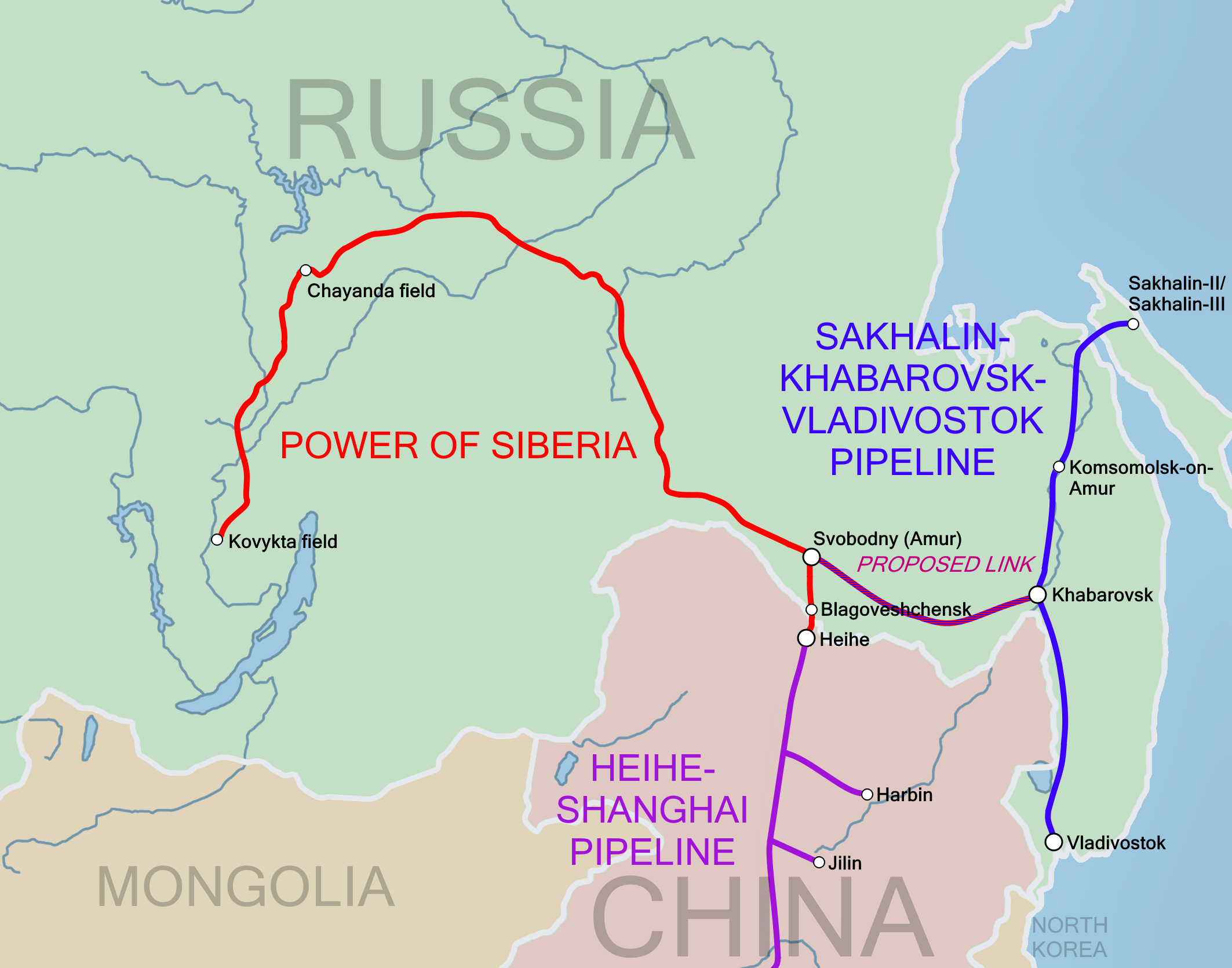
خطوط أنابيب قوة سيبيريا (باللون الأحمر) ، سخالين - خاباروفسك - خط أنابيب فلاديفوستوك (باللون الأزرق) ، خط أنابيب هيج - شنغهاي (باللون الأرجواني) والرابط المقترح بين الأولين (الوسط)

قوة سيبيريا («سيلا سيبيري» ، التي كانت تُسمى سابقًا خط أنابيب ياكوتيا - خاباروفسك - فلاديفوستوك ، والمعروف أيضًا باسم خط أنابيب الغاز الطبيعي بين الصين وروسيا ، خط الأنابيب في شرق سيبيريا ينقل الغاز الطبيعي من Yakutia إلى Krai الساحلية والصين. إنه جزء من طريق الغاز الشرقي من سيبيريا إلى الصين. يُعرف اقتراح إنشاء طريق للغرب الغربي إلى الصين باسم سيبيريا فورس 2.

## تاريخ
في 29 أكتوبر 2012 ، أصدر الرئيس الروسي الحالي فلاديمير بوتين تعليماته إلى أليكسي ميلر ، الرئيس التنفيذي لشركة الغاز والغاز الطبيعي غازبروم الروسية ، في البدء ببناء خط لأنابيب الغاز الطبيعي . ان خط الأنابيب ياكوتيا - خاباروفسك - فلاديفوستوك كان موجودا ولكنهم اعادوا تسميته رسميًا باسم «قوة سيبيريا» في نهاية سنة 2012.
في 21 مايو 2014 ، وقعت كل من روسيا والصين عقدًا لتوريد الغاز إلى الصين مدته 30 سنة , باستثمار 400 مليار دولار لجعل المشروع جاهز للعمل و التطبيق . بناء خط الغاز بدا في 1 سبتمبر 2014 في إيكوتسك واحتفل به الرئيس بوتين ونائب رئيس الوزراء الصيني زانغ غاولي . بدأ بناء خط الأنابيب من الجانب الصيني في 29 يونيو 2015.
بدا ضخ الغاز في خط الأنابيب في أكتوبر 2019. و بدأت عمليات فعليا التسليم إلى الصين في 2 ديسمبر 2019.
يبلغ الطول الإجمالي لخط الأنابيب 3968 كم. تبلغ طاقة خط الأنابيب البالغة 1،420 مليمتر ما يصل إلى 61 مليار متر مكعب من الغاز الطبيعي سنويًا ، منها 38 مليار متر مكعب سنويًا يتم توفيرها للصين.
إلى جانب تطوير حقل تشياندا ومعمل معالجة الغاز في أمور، تكلف مشاريع قوة سيبيريا بين 55 و 70 مليار دولار.
يستطيع خط الأنابيب تحمل درجات حرارة منخفضة تصل إلى −62 °م (−80 °ف) . ونظرا لاستعمال نوع من الطلاء النانوية الذي تستخدمه شركة Metaclay لإطالة عمر خط الأنابيب. ولمقاومة الزلازل ، يستخدم لخط الأنابيب مواد متحركة غير صلبة تحت النشاط الزلزالي لامتصاص الصدمات. تضمن البطانات الداخلية كفاءة عالية عن طريق تقليل الاحتكاك على الأسطح الداخلية للأنبوب. الوزن العام لجميع الأنابيب المستخدمة لبناء خط الأنابيب ما يقرب من 2.5 مليون طن.
نظرًا لان معايير الحفاظ على البيئة في كل من روسيا والصين ، فقد تم بناء خط الأنابيب بمعايير الحفاظ على البيئة ادنى بالمقارنة مع خطوط الأنابيب الدولية المماثلة في أوروبا الغربية .
عدة اجزاء من خطوط الانابيب جرى بنائها من شركة سترويترانس غاز وشركتي نفتي غازستروي و سترويغازمونتزاه

## تأثير
ان خط الأنابيب هذا له محاسن قوية على مخزون الطاقة في الصين وروسيا على المدى القصير. فانه يفيد الصين لتقلل اعتمادها على الفحم الحجري ، الذي يستهلك كمية أكبر من الكربون ويسبب تلوثًا أكثر من الغاز الطبيعي. بالنسبة لروسيا ، يسمح خط الأنابيب بشراكة اقتصادية أخرى في مواجهة مقاومة تنفيذ مد خطوط الأنابيب التي يتم بناؤها في أوروبا الغربية.

## وصلات خارجية
- الموقع الرسمي